# Betting brokerage
Betting brokerage je společnost, která za určitý podíl nebo předem hrazený poplatek poskytuje servis v oblasti hazardních sázek na sportovní utkání. Tipy analyzují pro tyto brokerské společnosti obvykle externí specialisté v oboru sportu a sázek. Své tipy analyzují nejen podle statistik, počasí, formy, ale především informací ze zákulisí, které nasbírali během svého působení na trhu sportu a sázek.

## Způsoby činnosti
Jednotlivé společnosti poskytující tento servis, se liší nejen strukturou, ale především rozsahem služeb. Především americké společnosti nenabízí jen poradenství a tipy na výsledky sportovních utkání, ale i binární sázení či monitoring kurzů jednotlivých sázkových kanceláří a bookmakerů. Rozdílem kurzů tak zajišťují zisk svým klientům podobně jako na burze cenných papírů.  

## Historie
V devadesátých letech 20. století byla na území USA, veřejně publikována informace (americkým statistickým úřadem pro New York) o ročním obratu sportovních sázek ve výši 200.000.000 USD. Na základě těchto informací začaly vznikat tyto Betting brokerage společnosti poskytující servis sázejícím. Na český trh uvedl tuto službu server BetsMix v lednu 2013.

## Filmová inspirace
Na základě této podnikatelské činnosti vznikl celovečerní film režírovaný D. J. Carusem, který do role hlavních postav obsadil oscarové herce Al Pacina a Matthewa McConaugheye. Film byl pod názvem Maximální limit (Two Fort The Money) v roce 2005 natočen podle skutečných událostí, scénář sepsal Dan Gilroy.